# Ярва-Мадізеська сільська рада
Я́рва-Ма́дізеська сільська рада (ест. Järva-Madise külanõukogu, рос. Ярва-Мадізеский сельский совет) — сільська рада в Естонській РСР, адміністративно-територіальна одиниця в складі повіту Ярвамаа (1945—1950) та Тапаського району (1950—1954).

## Населені пункти
Сільській раді підпорядковувалися населені пункти:
сільське селище (alevik) Ярва-Мадізе (Järva-Madise);
села: Кігме (Kihme), Каалепі (Kaalepi), Уллавере (Пуллевере?) (Ullavere (Pullevere?), Арукюла (Aruküla), Кирвенурґа (Kõrvenurga), Ветепере (Vetepere), Албу (Albu);
поселення (asundus): Сейдла (Seidla), Каалепі (Kaalepi).

## Історія
8 серпня 1945 року на території волості Албу в Ярваському повіті утворена Ярва-Мадізеська сільська рада з центром у селищі Ярва-Мадізе.
26 вересня 1950 року, після скасування в Естонській РСР повітового та волосного поділу, сільська рада ввійшла до складу новоутвореного Тапаського сільського району.
17 червня 1954 року в процесі укрупнення сільських рад Естонської РСР Ярва-Мадізеська сільська рада ліквідована. Її територія склала південну частину новоутвореної Албуської сільської ради.